# Ижберда
Ижберда — деревня в Гайском городском округе Оренбургской области.

## История
На 1900 г. уже существовала.
До 1 июня 2015 года входила в состав Халиловского поссовета.
1 июня 2015 года муниципальные образования сельские поселения Губерлинский сельсовет, Ириклинский поссовет, Камейкинский сельсовет, Колпакский сельсовет, Новониколаевский сельсовет, Новопетропавловский сельсовет, Репинский сельсовет, Халиловский поссовет Гайского района Оренбургской области объединены с городским округом город Гай в Гайский городской округ.

## Население
| 2010 |
| ---- |
| 170  |

Проживают башкиры.

## Улицы
- ул. Заречная
- ул. Нагорная
- ул. Новостройка